# Fosa Juniors FC
Der Fosa Juniors Football Club ist ein madagassischer Fußballverein aus Mahajanga. Aktuell (Stand Mai 2024) spielt der Verein in der ersten Liga, der Pro League Madagascar.

## Geschichte
Der Verein wurde 2015 gegründet. 2017 feierte er mit dem Pokalsieg seinen ersten Erfolg. 2019 wurde der Klub Meister und Pokalsieger. 2023 wurde man erneut Meister.

## Erfolge
- Madagassischer Meister: 2019, 2022/23
- Madagassischer Pokalsieger: 2017, 2019
- Madagassischer Pokalfinalist: 2022

## Stadion
Der Verein trägt seine Heimspiele im Stade Rabemananjara in Mahajanga aus. Das Stadion hat ein Fassungsvermögen von 8000 Personen.

## Trainer
| Trainer                  | Nation      | von             | bis                |
| ------------------------ | ----------- | --------------- | ------------------ |
| Bob Kootwijk             | Niederlande | 1. August 2016  | ?                  |
| Titi Rasoanaivo          | Madagaskar  | 1. Juli 2018    | 12. September 2020 |
| Salvatore Antonio Nobile | Italien     | 5. Oktober 2020 | 17. Juni 2023      |